# Daniel Murguía Lardizábal
Daniel Murguía Lardizábal (Ciudad Juárez, Chihuahua, 10 de septiembre de 1966) es una empresario y político mexicano, anteriormente miembro del Partido Revolucionario Institucional (PRI) y actualmente del Movimiento Regeneración Nacional (Morena). Ha sido diputado al Congreso de Chihuahua y fue diputado federal para el periodo de 2021 a 2024 y reelegido para el de 2024 a 2027.

## Biografía
Es licenciado en Finanzas por la Universidad de Texas en El Paso (UTEP) y tiene un diplomado en Finanzas por el Instituto Tecnológico y de Estudios Superiores de Monterrey (ITESM). Es hermano de los también políticos Héctor Murguía Lardizábal, dos veces alcalde de Ciudad Juárez, senador y diputado; y Luis Murguía Lardizábal, diputado local y federal.
Ha ejercido como directivo en las empresas en sociedad con su familia, siendo de 1993 a 2014 director de la Empresa Lavasolas de Cd. Juárez, S.A. de C.V.; de 2007 a 2012 presidente de la Cámara Nacional de Comercio (CANACO) de Ciudad Juárez, de 2010 a 2012 presidente de FOCANACO en Chihuahua y de 2011 a 2013 fue vicepresidente nacional de la Zona Norte de la Confederación de Cámaras de Comercio, Servicios y Turismo (CONCANACO). 
En las elecciones de 2013 fue candidato del PRI a diputado por el Distrito 8 local, siendo elegido a la LXIV Legislatura del Congreso del Estado de Chihuahua que concluyó en 2016.
En 2021 dejó su militancia en el PRI y se unió a Morena que lo postuló candidato a diputado federal por el Distrito 1 de Chihuahua y resultando elegido a la LXV Legislatura que concluirá en 2024. En la Cámara es secretario de las comisiones de Economía, Comercio y Competitividad; y, de Hacienda y Crédito Público; así como integrante de la comisión de Energía.
En las elecciones federales de 2024 fue postulado por la coalición Sigamos Haciendo Historia a la reelección en el mismo cargo y distrito, fue elegido con el 74.03% de los votos, frente al 14.02% de su contrincante de la coalición Fuerza y Corazón por México, Mario Alberto Castañeda Rivas; siendo elegido para la LXVI Legislatura que tendrá término en 2027.